# San Roque de Riomiera (ort)
San Roque de Riomiera är en ort i Spanien.   Den ligger i den autonoma regionen Kantabrien, i den norra delen av landet, 300 km norr om huvudstaden Madrid. San Roque de Ríomiera ligger 425 meter över havet.